# Ruggero Bonghi

Ruggero Bonghi

Ruggero Bonghi (* 21. März 1826 in Neapel; † 22. Oktober 1895 in Torre del Greco), in anderer Schreibweise auch Ruggiero Bonghi, war ein italienischer Altphilologe, Hochschullehrer, Politiker, Schriftsteller und Journalist.

## Leben
Im Verlaufe seiner Kindheit und Jugend genoss Ruggero Bonghi eine vorzügliche Erziehung und erlangte einen hohen Bildungsstand. Schon früh wurde er politisch aktiv. 1847/48 war er aktiver Teilnehmer an den Reform- und Revolutionsbestrebungen in Italien.
Nach dem Scheitern der Revolten von 1848 flüchtete er aufgrund politischer Verfolgung durch das Bourbonenregime aus seiner Heimatstadt. Er fand kurze Zeit Zuflucht im Großherzogtum Toskana, bis er dort wegen seiner bourbonenkritischen Publikationen erneut flüchten musste. Bonghi gelangte so nach Turin, wo er die Ergebnisse seiner bisherigen Studien zusammenfasste und als Übersetzer der Werke des Plato und des Aristoteles tätig war.
1858 lehnte er eine Berufung als Professor für altgriechische Sprache an die Universität Pavia noch ab, weil die Stadt unter österreichischer Herrschaft stand. Ein Jahr später, nach der Befreiung der Lombardei, nahm er sie dann von der neuen italienischer Regierung an.
1860 wurde er als Abgeordneter in das Parlament des jungen italienischen Staates gewählt, dem er bis 1895 angehörte und in dem er wegen seiner sarkastischen Reden und polemischen Schriften schnell zu einer gewissen Berühmtheit gelangte. Die Jahre 1862 bis 1865 sahen ihn in erneut in Turin, wo er die Zeitung La Stampa gründete. 1865 übernahm er den Lehrstuhl für Lateinische Literatur an der Universität von Florenz, 1866 ging er nach Mailand, wo er bis 1874 Herausgeber der Zeitung La Perseveranza war und mit zahlreichen anderen Zeitschriften zusammenarbeitete. 1867 wurde er von der Universität Mailand zum Professor für Alte Geschichte ernannt, ab 1871 übte er dieselbe Funktion in Rom aus.
Von 1873 bis 1876 war er Bildungsminister. In dieser Zeit reformierte er das italienische Bildungssystem und die Accademia della Crusca, beschnitt die Privilegien der Universität von Neapel, gab den Anstoß zur Gründung der italienischen Nationalbibliothek Vittorio Emanuele II und verhinderte die Ansiedlung einer katholischen Universität auf dem Boden der Hauptstadt. Ferner begründete er die Direzione generale degli scavi e dei Musei ("Generalamt der archäologischen Ausgrabungen und der Museen") und initiierte den Parco Regionale dell’Appia Antica, den archäologischen Park längs der Via Appia.
Für verwaiste Lehrerkinder stiftete er zwei Waisenhäuser, in Assisi den Collegio Convitto für Jungen und in Anagni den Istituto Regina Margherita für Mädchen.
Seit 1876, nach dem Fall der Regierung, der er angehört hatte, war er mit der gewohnten Aktivität und Leidenschaft als Oppositionspolitiker tätig. Als erbitterter Kritiker der Regierung und des italienischen Königs soll ihm ab 1893 der Zugang zum königlichen Hof verwehrt gewesen sein.
Ruggero Bonghi war Mitglied zahlreicher Akademien und Kulturinstitute. 1895 verstarb er unweit seiner Geburtsstadt in Torre del Greco. Er hinterließ zahlreiche Schriften. Für seine Verdienste wurden ihm 1890 in Lucera und 1900 in Neapel Denkmäler errichtet.

## Schriften (Auswahl)
- Übersetzungen der Metaphysik des Aristoteles (5 Bände) und der Dialoge des Plato (13 Bände).
- Camillo Benso di Cavour.  Unione tipografico-editrice, Torino 1860.
- La vita e i tempi di Valentino Pisani. 1867.
- I partiti politici nel Parlamento italiano. 1868. (Neuausg. Ed. di Uomo, Milano 1945)
- Storia della finanza italiana. Le Monnier, Firenze 1868. (Digitalisat)
- L’alleanza prussiana e l’acquisto di Venezia. Le Monnier, Firenze 1870. (Digitalisat)
- La Biblioteca Vittorio Emanuele e i musei. Barbera, Roma 1876. (Digitalisat)
- Pio IX e il papa futuro. Fratelli Treves, Milano 1877. (Digitalisat)
- Leone XIII e l’Italia. Fratelli Treves, Milano 1878. (Digitalisat)
- La storia antica in Oriente e in Grecia. 1879.
- Ritratti contemporanei: Cavour - Bismarck - Thiers. Fratelli Treves, Milano 1879. (Digitalisat)
- Disraeli e Gladstone. 1881.
- Storia di Roma. 3 Bände. Treves, Milano 1885.
- La questione ecclesiastica. Tipgrafia Perseveranza, Milano 1887.
- La rivoluzione francese del 1798 e la rivoluzione italiana del 1859. Richiedeo, Milano 1889.
- Le feste romane. Hoepli, Milano 1891. (Digitalisat)

Postum
- I fatti miei e i miei pensieri - pagine del Diario. 1927.
- Opere. 14 Bände, 1934–1958.

Im italienischen Verbundkatalog werden über 500 Titel gelistet.